# تشارليسون بنشوب
تشارليسون بنشوب (بالهولندية: Charlison Benschop)‏ (21 أغسطس 1989 ويلمستاد كوراساو - ) هو لاعب كرة قدم هولندي، يلعب كمهاجم.

## وصلات خارجية
تشارليسون بنشوب على موقع قاعدة بيانات كرة القدم.إي يو (الإنجليزية)
- تشارليسون بنشوب على موقع ناشيونال فوتبول تيمز (الإنجليزية)
- تشارليسون بنشوب على موقع Soccerway.com (الإنجليزية)
- تشارليسون بنشوب على موقع عالم كرة القدم.نت (الإنجليزية)
- تشارليسون بنشوب على موقع AS.com (الإسبانية)